# The Wendy Williams Show
The Wendy Williams Show é um talk show que estreou na TV americana no dia 14 de Julho de 2008, através da emissora Broadcast Syndication. Em 13 de Julho de 2009, o programa passou a ser apresentado e mais de 70% do território americano, através da BET. Williams assinou um contrato de renovação até 2012.

## História
No início de 2008, a FOX Broadcasting Networks pagou pelos direitos autorais do programa que foi transmitido simulataneamente em canais de televisão quer cobrem mais de 95% dos Estados Unidos, e a BET, pegou o show no início de 2009. Representantes da BET ficaram encantados por terem Wendy na grade de programação, afirmando: "Após dois trimestres de crescimento sólido no BET, estamos felizes por ter a "The Wendy Williams Show" que fortalecerá, em julgo, a nossa rede", disse Bárbara Zaneri, vice-presidente de estratégia de programação, e aquisições.
Inicialmente, o programa era garavado no Studios Chelsea, em Nova Iorque. Hoje, é gravado na 443 West, Manhattan.